# M.A.S.K (desenho animado)
M.A.S.K foi um desenho animado franco-americano criado pelo estúdio DiC Entertainment e lançado no ano de 1985. O desenho possui 75 episódios (dividido em 2 temporadas). A série era baseada numa coleção de action figure da Kenner. No Brasil foi exibido pelo SBT no ano de 1987 dentro do programa SHOW MARAVILHA, porém, ficou pouco tempo no ar. Foi animado no Japão pela Ashi Productions e K.K. DIC Asia (mais tarde conhecido como K.K. C&D Asia).
Em Portugal foi exibido pelo KidsCo.

## Enredo
M.A.S.K (sigla de Mobile Armored Strike Kommand) é uma organização pacífica fundada pelo cientista e multi-milionário Matt Trakker em parceria com seu irmão Andy Trakker e o então amigo Miles Mayhem. O ponto forte da organização é uma tecnologia especial que consiste em máscaras (que dão poderes diferentes aos usuários) e veículos com capacidade de se transformarem (os principais são Thunderhawk, de Matt Trakker, um Chevrolet Camaro que pode levantar as portas e voar como um avião a jato, e Switchblade, de Miles Mayhem, um helicóptero que pode se transformar em um avião de caça).
Porém Miles, por motivos desconhecidos, acabou traindo a M.A.S.K e assassinou Andy Trakker, além de roubar uma parte das máscaras e veículos, fundando assim a organização criminosa V.E.N.O.M (sigla de Vicious Evil Network of Mayhem). Com isso, a M.A.S.K passa a lutar contra a V.E.N.O.M e combater o mal causado por ela.
A organização M.A.S.K é composta principalmente por Matt Trakker (que é o líder), Bruce Sato (um engenheiro), Alex Sector (um médico veterinário e expert em informática), Gloria Baker (uma lutadora de kung-fu), Brad Turner (um músico e piloto de motos), entre outros. Enquanto que a V.E.N.O.M é composta pelo líder Miles Mayhem, Sly Rax, Vanessa Warfield (uma espécie de "braço-direito" de Miles Mayhem), Cliff Dagger, entre outros.
O desenho possui 2 temporadas, sendo que a segunda possui menos episódios que a primeira e é focada em corridas entre os membros da M.A.S.K e da V.E.N.O.M.

## Ligações Externas
- Matt-Trakker.com
- M.A.S.K: The Web Page
- Big Cartoon Database